# 가면뒤쥐
가면뒤쥐(Sorex cinereus)는 땃쥐과에 속하는 포유류의 일종이다. 캐나다 알래스카와 미국 북부 지역에서 발견되는 작은 땃쥐류이다. 북아메리카에서 가장 널리 분포하며, 커먼땃쥐로도 불린다.

## 아종
가면뒤쥐는 8개 아종을 포함하고 있다.
- Sorex cinereus acadicus
- Sorex cinereus cinereus
- Sorex cinereus fontinalis
- Sorex cinereus hollisteri
- Sorex cinereus lesueurii
- Sorex cinereus miscix
- Sorex cinereus ohioensis
- Sorex cinereus streatori